# Mizerná neděle
Mizerná neděle (v anglickém originále Sunday Bloody Sunday) je britský film režiséra Johna Schlesingera z roku 1971. Peter Finch v něm ztvárnil hlavní roli homosexuálního židovského lékaře procházejícího vztahovou krizí. Jeho milenec, mladý bisexuální sochař Bob Elkin (Murray Head) udržuje zároveň milenecký kontakt i s Alex(androu) Greville (Glenda Jacksonová).
Snímek získal čtyři nominace na Oscara za nejlepší mužský i ženský herecký výkon v hlavní roli, za nejlepší režii a za nejlepší scénář. Byl oceněn Zlatým glóbem za nejlepší anglicky mluvený zahraniční film a obdržel celkem 5 cen BAFTA (pro nejlepšího herce, herečku, režii, film a střih).
V Česku byl film uveden v roce 2002 na festivalu Mezipatra, a to pod názvem Neděle, prokletá neděle. Česká televize jej uvedla v roce 2014 spolu s dalšími filmy Johna Schlesingera v rámci cyklu Velikáni filmu.

## Postavy a obsazení
| Peter Finch       | Dr. Daniel Hirsh       |
| Glenda Jacksonová | Alex Greville          |
| Murray Head       | Bob Elkin              |
| Peggy Ashcroftová | paní Greville          |
| Tony Britton      | George Harding         |
| Maurice Denham    | pan Greville           |
| Bessie Love       | telefonní operátorka   |
| Vivian Picklesová | Alva Hodsonová         |
| Frank Windsor     | Bill Hodson            |
| Thomas Baptiste   | profesor Johns         |
| Richard Pearson   | pacient středního věku |
| June Brownová     | pacientka              |
| Hannah Norbertová | Danielova matka        |
| Harold Goldblatt  | Danielův otec          |
| Marie Burke       | teta Astrid            |